# Docteur Globule
Docteur Globule (Dr Zitbag's Transylvania Pet Shop) est une série télévisée d'animation franco-britannique en 65 épisodes de 25 minutes créée par Tony Barnes et diffusée entre le 20 juin 1994 et le 21 août 1997 sur ITV, et à partir du 4 septembre 1996 sur TF1 dans Salut les Toons puis dans TF! Jeunesse à partir du 3 septembre 1997, et rediffusée sur Télétoon.
Au Québec, elle a été diffusée à partir du 2 avril 2000 à Super Écran.

## Histoire
Savant fou, il possède une animalerie et un laboratoire à l'intérieur de son château. Il y invente toute sorte de choses (monstres, machines, gadgets, etc.) dans le but de s'enrichir. Il parvient rarement (non, plutôt jamais) à ses fins, subissant d'inlassables échecs, et ce, malgré les préventions du clairvoyant Horrifido.

## Fiche technique
- Titre français : Docteur Globule
- Titre original : Dr. Zitbag's Transylvania Pet Show
- Création : Tony Barnes
- Réalisation : Tony Barnes (épisodes 1-26) puis Xavier Picard (épisodes 27-65)
- Scénario : Nigel Crowle, Peter Berts, Philippe Tierney
- Storyboard : Bernard Legall, Paul Beneteau, Anne Chevalier, Gilles Dayez, Philippe Prunet, Jean-Pierre Tardivel, Hamid Boussouh, Thomas Szabo
- Graphisme des personnages : Laurent Nicolas, Olivier Nicolas, Hugo Gittard, Patrick Cavalie et Jean-Christophe Fournier
- Direction artistique : Francis Nielsen
- Direction littéraire : Michel Trouillet puis Xavier Picard
- Directeurs de l'animation : Bruno Wouters, Bernard Legall, Grace Lam, Nathalie Truong
- Décors : Christophe Vallaux (épisodes 1-26), David Dany, Helene Godefroy, Philippe Guinot, Isabelle Clevenot et Yannick Lafollas
- Modèles couleurs : Dominique Tardivel, Bruno Bisi
- Musique : Danny Chang
- Montage : Daniel Reynes et Xavier Franchomme
- Production : Philippe Mounier
- Directrice de production : Marie-Luce Image
- Sociétés de production : P.M.M.P et TF1
- Services d'animation : Animation Service et Shangaï Morning Sun Animation
- Pays d'origine : France et Royaume Uni
- Nombre d'épisodes : 65 épisodes
- Durée : 24 minutes

## Distribution

### Voix originales
- Christian Rodska : Docteur Sidney Globule (VO : Dr. Sidney Zitbag)
- Max Andre : Horrifido
- Nicolette McKenzie : Sinistra, Bimbella, Voix féminines
- Kerry Shale : Brigadier Sanglote (VO : Kerry Shale)

### Voix françaises
- Jean-Claude Donda : Dr Globule, Horrifido et Vermine (2e voix) + interprète du générique
- Max André : Vermine (1re voix), voix masculines
- Danièle Hazan : Sinistra, Bimbella, voix féminines
- Marc Moro : Le brigadier Sanglote, Dédé la bricole, voix masculines

 Source et légende : version française (VF) sur RS Doublage

## Géographie
Le pays s'appelle la Transylvanie, une région en Roumanie (Il voyage parfois avec Horrifido dans d'autres pays comme le Mexique, l'Australie…)

## Personnage principal
Le personnage principal, le docteur Globule, est un transylvanien qui possède une animalerie de monstres, dans un château.

### Apparence physique
Le Professeur est grand et maigre, sa peau est blanche, presque transparente. Ses cheveux, ses paupières et sa verrue nasale sont de couleur verte. Son sourire est démesuré, sa dentition jaune et éparse. Doc porte une moustache noire, fine et retroussée, ses oreilles sont pointues. Il est habituellement vêtu d'une veste blanche/jaunâtre rapiécée, d'une chemise blanche, d'un nœud papillon rouge, d'un gilet noir à bouton, (dans la poche de ce gilet se trouve une montre gousset), son pantalon est gris et défraichi. Il porte de grandes chaussures noires pointues. Globule fait partie des personnages ayant cinq doigts à ses deux mains contrairement à la plupart qui en ont quatre. 

### Psychologie
Le désir de devenir riche est le départ de toutes les aventures de Globule, savant fou de seconde classe. Son fidèle canin Horrifido est avant tout son meilleur ami. Il ne peut cacher son amour envers les jumelles Sinistra et Bimbella, qui sont ses fiancées. Globule n'est que cupidité, amitié, et amour. Notons que le docteur a un égo surdimensionné car il se décrit comme le plus grand génie bien que la plupart de ses inventions le mettent dans le pétrin.

### Famille
La famille de Globule est composée de ses parents qui sont recouvert de bandages comme des momies dont sa mère qui fait quelques apparitions. Globule a également un cousin et un ancêtre chevalier qui lui ressemble traits pour traits. Il a également une sœur nommée Sally qui n'apparait que dans un seul épisode.

### Autres personnages
- Horrifido anciennement appelé Fido, est le meilleur, et le seul ami du professeur, est un chien squelette sympathique. de son vivant il était le chien du vicomte de Cornemouille, l'ancien propriétaire du château de Globule mais à la suite de la disparition de son maitre, Fido meurt et hante le château en tant que fantôme jusqu'à ce que Globule débarque dans le château et retrouve sans le savoir les os du corps du chien permettant à Horrifido de retrouver un corps physique. À leur première rencontre, Globule était terrifié au début en voyant Horrifido mais il a vite compris qu'il est amical. Dévoué, il l'aide dans toutes ces mésaventures (Le docteur l'appelle souvent mon loyal canin, ou tête de melon). Horrifido surnomme le docteur Globule "Doc" mais il arrive qu'il trahit ce dernier.

- Le brigadier Sanglote, est un policier qui persécute sans relâche le docteur Globule, il rêve de le mettre en prison afin d'installer un nouveau commissariat dans son château. Le brigadier Sanglote est un "diable" et sa tête est en lévitation, détachée de son corps. Il a un fils, tout aussi désagréable que son père. Sa femme, très peu présente dans la série, lui mène la vie dure.

- Les sœurs jumelles (Sinistra et Bimbella) sont des vampires tentaculaires au déhanchement sulfureux, elles sont végétariennes et vivent ensemble. Elles aimeraient se marier et avoir des enfants avec le docteur Globule quand celui-ci deviendra riche, elles l'appellent affectueusement Sidoney.

- Le maire, un bon à rien, récitant des discours extrêmement ennuyeux qui endorment la population, il est le seul candidat à ce poste, raison pour laquelle il se fait élire chaque année. Il passe le plus clair de son temps à dormir, et sa femme le martyrise. Son utilisation de l'argent du contribuable est plus que douteuse. Malgré son comportement, il tient au bien-être de ses citoyens.

- Franken Poulpe est un poulpe lobotomisé, assistant de Globule, ses tentacules lui permettent de faire plusieurs choses à la fois. Il adore faire trempette, et ne brille pas par son intelligence.

- Zombunny, est un lapin inanimé anciennement la propriété de Sanglote dans le premier épisode, tristement passif, il est aussi le souffre-douleur de Globule.

- Le professeur Vermine, un des plus grands ennemis du docteur Globule, les jumelles font parfois appel à lui, ce qui a tendance à le rendre extrêmement jaloux.

- Dédé, le bras droit de Vermine mais il est très bête au grand malheur de son maitre.

- Les villageois, sorcières, momies, fantômes et autres monstres.

## Château
Le château du docteur Globule est situé en marge du village, il est imposant, tordu et vieux, presque en ruine quand il n'explose pas à cause d'une invention de son propriétaire. Un pont traversant les douves permet d'accéder à la demeure. L'intérieur est poussiéreux, rempli de toiles d'araignées et de draps déchirés, l'ensemble est tout à fait négligé. Chambres, laboratoire, cave, cachot, chambre froide et autres pièces secrètes, ou méconnues du Doc, ponctuent l'immense propriété. L'ancien propriétaire du château était le vicomte de Cornemouille, l'ancien maitre d'Horrifido appelé Fido à l'époque, et depuis la disparition du vicomte le château a été laissé à l'abandon laissant le fantôme de Fido le hanté jusqu'à la venue de Globule qui sans le savoir, a permis à Fido de retrouver les os de son corps, lui permettant de retrouver une forme physique pour donner naissance à Horrifido.

## Village
Le village semble être la capitale de la Transylvanie, il y a une place en pierre et autour des boutiques notamment un bar et le commissariat du brigadier Sanglote.

## Générique
Le générique est interprété par Jean-Claude Donda.
Vous rêvez d'un lapin zombie

Ou d'un chaton momie

D'un batracien vampire

ou d'un chien squelette sans tique

D'un peigne pour votre chauve-souris

Ou d'un Yéti pour vous servir

Vous voulez une Franken-mouton

Ou un poulpe glouton

Alors il n'y a plus à hésiter

Une seule adresse pour les trouver

Oh oui! Oh non!

l'animalerie

Du professeur

Globule

l'animalerie

Du professeur

Globule

l'animalerie

Du professeur

Globule

Bienvenue dans mon modeste établissement

Que puis-je-faire pour vous ?

## Épisodes
1. Bienvenue chez Globule
2. Toutou ou rien
3. Accroc dans la jungle
4. Terminus, tout le monde descend
5. Tout doit disparaître
6. Perroquets et pirates
7. Opéra bouffe
8. Bébé éprouvant
9. La fauve souris
10. Gorilles à gogo
11. Un zeste de lemming
12. Court circuit
13. La douche écossaise
14. L'inspecteur spectre
15. Un drôle de cirque
16. Ronchons et dragons
17. Une étoile est née
18. Cheese burger et les tordus ninjas
19. Des œufs pleins les yeux
20. Vacances en Florrible
21. Un rêve de cauchemar
22. Double trouble
23. De l'or pour les dinos
24. Plein les poches
25. Mignon à croquer
26. L'ultime question
27. Un spectacle monstre
28. Une aventure très flippante
29. Bons baisers de Transylvanie
30. Télé cauchemar
31. On achève bien les cheveux
32. Paris perdus
33. Le fils de Globule
34. La chasse à la dinde
35. La fiancée d'Horrifido
36. Les Horrolymiques
37. Le suspect boueux
38. La chasse à l'horrnithoryque
39. Globule ado
40. Un vrai conte de fées
41. Crise de maire
42. Pour le meilleur et le vampire
43. Autant en rapporte le vent
44. Y'a plus de saisons
45. Dessine-moi un bouton
46. Hantez c'est ouvert
47. Noyeux Joël
48. Téléglobportation
49. Maousse trésor
50. L'hydre-Eugène
51. Zlotys à gogo
52. La sœur de Globule
53. Circulez y'a rien à voir
54. Toubib or not toubib
55. Terreur en Transylvanie
56. Danse le tamouré
57. Glabre bleu
58. Dr Globule contre Cinoque Holmes
59. Mic Mac scientifique
60. Amibe ou ennemi
61. Ô racle Ô désespoir
62. Globule au Pôle Nord
63. En tout bien tout horreur
64. Photos souvenirs
65. Un drôle de cinéma

## Diffusion
- En France, la diffusion de Docteur Globule commence le 4 septembre 1996 sur TF1 dans Salut les Toons. Les 27 premiers épisodes (dont les 8 premiers épisodes réalisés par Tony Barnes) sont diffusés dans Salut les Toons du 4 septembre 1996 au 26 mars 1997[3].
- Le 3 septembre 1997, la diffusion de la série reprend dans la nouvelle émission jeunesse de la chaîne TF! Jeunesse[4] et les épisodes restants réalisés par Tony Barnes seront diffusés entre le 5 novembre 1997[5] et le 7 avril 1998[6].

## Autres
- Son nom complet est Sydney Canberra Melbourne Globule
- Le docteur possède une voiture, la Globmobile.
- Il a un grand ancêtre qu'il a découvert congelé dans une des caves du château, Godefroy de Globule.
- Il existe des jeux olympiques de Transylvanie.
- Le docteur Globule se décrit comme "savant fou de seconde classe".
- Le docteur apprécie particulièrement la limonade Transylvanienne.
- La monnaie de Transylvanie s'appelle le złoty.